# 41e cérémonie des National Society of Film Critics Awards
La 41e cérémonie des National Society of Film Critics Awards (NSFC Awards), décernés par la National Society of Film Critics, a eu lieu le 6 janvier 2007, et a récompensé les films réalisés l'année précédente.

## Palmarès

### Meilleur film
- Le Labyrinthe de Pan (El Laberinto del fauno)
  - Lettres d'Iwo Jima (Letters from Iwo Jima) (硫黄島からの手紙 - Iô-Jima kara no tegami)
  - La Mort de Dante Lazarescu (Moartea domnului Lăzărescu)

### Meilleur réalisateur
- Paul Greengrass pour Vol 93 (United 93)
  - Guillermo del Toro pour Le Labyrinthe de Pan (El Laberinto del fauno)
  - Martin Scorsese pour Les Infiltrés (The Departed)

### Meilleur acteur
- Forest Whitaker pour le rôle d'Idi Amin Dada dans Le Dernier Roi d'Écosse (The Last King of Scotland)
  - Peter O'Toole pour le rôle de Maurice dans Venus
  - Ryan Gosling pour le rôle de Dan Dunne dans Half Nelson

### Meilleure actrice
- Helen Mirren pour le rôle de la reine Élisabeth II dans The Queen
  - Laura Dern pour le rôle de Nikki Grace / Sue Blue dans Inland Empire
  - Judi Dench pour le rôle de Barbara Covett dans Chronique d'un scandale (Notes on a Scandal)

### Meilleur acteur dans un second rôle
- Mark Wahlberg pour le rôle du sergent Sean Dignam dans Les Infiltrés (The Departed)
  - Jackie Earle Haley pour le rôle de Ronald James McGorvey dans Little Children
  - Alan Arkin pour le rôle d'Edwin Hoover dans Little Miss Sunshine

### Meilleure actrice dans un second rôle
- Meryl Streep pour le rôle de Miranda Priestly dans Le Diable s'habille en Prada (The Devil Wears Prada) et de Yolanda Johnson dans The Last Show (A Prairie Home Companion)
  - Jennifer Hudson pour le rôle d'Effie White dans Dreamgirls
  - Shareeka Epps (en) pour le rôle de Drey dans Half Nelson

### Meilleur scénario
- The Queen – Peter Morgan
  - Les Infiltrés (The Departed) – William Monahan
  - Raisons d'État (The Good Shepherd) – Eric Roth

### Meilleure photographie
- Les Fils de l'homme (Children of Men) – Emmanuel Lubezki
  - Le Labyrinthe de Pan (El Laberinto del fauno) – Guillermo Navarro
  - La Cité interdite (滿城盡帶黃金甲) – Zhao Xiaoding

### Meilleur film en langue étrangère
Non décerné, puisque le meilleur film est un film étranger ( Espagne/ Mexique)

### Meilleur film documentaire
- Une vérité qui dérange (An Inconvenient Truth)
  - Délivrez-nous du mal (Deliver Us from Evil)
  - Shut Up and Sing (Dixie Chicks: Shut Up and Sing)

### Meilleur film expérimental
- Inland Empire

### Film Heritage
- L'Armée des ombres de Jean-Pierre Melville (1969), distribué pour la première fois aux États-Unis par Rialto Pictures.
- Le Museum of the Moving Image pour sa présentation de la première rétrospective américaine sur le réalisateur français Jacques Rivette, y compris la première américaine de Out 1.